# Bettina Obrecht
Bettina Obrecht (* 23. März 1964 in Lörrach) ist eine deutsche Schriftstellerin und Übersetzerin. Sie schreibt seit 1994 Kinder- und Jugendbücher.

## Werdegang
Nach dem Abitur und einem längeren Aufenthalt in Costa Rica studierte Obrecht zunächst Spanisch und Englisch in Heidelberg, um ihr eigenes Schreiben als freiberufliche Übersetzerin zu finanzieren. Unmittelbar nach dem Studium erhielt sie ein Stipendium für Literatur und ist seit 1990 freie Autorin und Übersetzerin. Seither hat sie in renommierten deutschen Kinderbuchverlagen zahlreiche Bücher für alle Altersgruppen veröffentlicht, außerdem immer wieder Texte für Rundfunk, Kindertheater und für Erwachsene geschrieben. Viele ihrer Bücher sind als Hörbücher erschienen und in andere Sprachen übersetzt worden. Zahlreiche Ausschnitte aus ihren Texten finden sich in Schulbüchern des deutschsprachigen Raums. Ihr wichtigstes Anliegen ist es, Kinder ohne jede „erwachsene“ oder gar „pädagogische“ Überheblichkeit ernstzunehmen.
Neben der Arbeit im Kinderbuch-Bereich schreibt sie Prosa- und Rundfunktexte für Erwachsene, übersetzt Lyrik und Prosa und beteiligt sich an interdisziplinären Projekten, unter anderem mit dem Musiker und Klangkünstler Werner Cee.
Bettina Obrecht ist Mitglied des PEN Zentrums Deutschland.

## Auszeichnungen (Auswahl)
- Literaturstipendium der Akademie Schloss Solitude Stuttgart
- Auswahlliste Silberne Feder (Manons Oma)
- Kinderbuch des Monats (Lina und die Spinner)
- Stipendium für Kinderliteratur des Ministeriums für Wissenschaft, Forschung und Kunst Baden-Württemberg
- Kinderbuch des Monats (Von wegen süß)
- Bestenliste Preis der Deutschen Schallplattenkritik (Designer-Baby)
- Focus-Bestenliste (Nick und sein Lieblingstier)
- Autorenresidenz Echternach des Kultusministeriums Luxemburg
- Nominierung für Friedrich-Gerstäcker-Preis (Isoliert)
- Auswahlliste für die Silberne Feder (Willkommen zurück Opa)
- Nominierung für den 2023 Deutschen Jugendliteraturpreis (Wie anders ist alt)[1]

## Veröffentlichungen (Auswahl)

### Bilderbücher
- Der Hase im Mond. Illustrationen: Katrin Engelking. Verlag Friedrich Oetinger, 2000, ISBN 3-7891-6951-X.
- Wüstenfreunde. Illustrationen: Katrin Engelking. Verlag Friedrich Oetinger, 2002, ISBN 3-7891-6952-8.
- Mein Bilderbuchschatz – Von Hexen, Hasen und großen Träumen. Verlag Friedrich Oetinger, ISBN 3-7891-6616-2.
- Dann gehe ich jetzt, sagte die Zeit. tulipan, 2020. Illustrationen von Julie Völk. ISBN 3-86429-461-4.
- Wie anders ist alt?. tulipan, 2022. Illustrationen von Julie Völk. ISBN 978-3-86429-558-4.

### Erstlesebücher
1. Lesestufe: 1./2. Klasse
- Anna wünscht sich einen Hund. Verlag Friedrich Oetinger, 1995; NA 2010; Illustrationen von Kathrin Engelking, ISBN 3-7891-1217-8.
- Die Teddybärmaschine. Verlag Friedrich Oetinger, 1997. Illustrationen von Katrin Engelking, ISBN 3-7891-1131-7.
- Maja und Lena sind Flüsterweltmeister. Verlag Friedrich Oetinger, 1998. Illustrationen von Katrin Engelking, ISBN 3-7891-1127-9.
- Zwei Freunde für Anna. Verlag Friedrich Oetinger, 2005 Illustrationen: Marion Elitez, ISBN 3-7891-1174-0.
- Anna fährt ans Meer. Verlag Friedrich Oetinger, 2007 llustrationen: Marion Elitez, ISBN 3-7891-0635-6.
- Anna feiert Geburtstag. Verlag Friedrich Oetinger, 2008. Illustrationen von Marion Elitez, ISBN 3-7891-1190-2.

2. Lesestufe 2./3. Klasse
- Jonas lässt sich scheiden. Verlag Friedrich Oetinger, 1995 Illustrationen von Kerstin Meyer, ISBN 3-7891-0505-8.
- Hier wohnt Gustav. Verlag Friedrich Oetinger, 1996 Illustrationen von Lieve Baeten, ISBN 3-7891-0508-2.
- Julian und das Mamapapa. Verlag Friedrich Oetinger, 1997. Illustrationen von Kerstin Meyer, ISBN 3-7891-0523-6.
- Die Angeberpille. Verlag Friedrich Oetinger, 1999. Illustrationen von Katrin Engelking, ISBN 3-7891-0551-1.
- Erst ich ein Stück, dann du - Delfine. chj. 2013.

Nick-Bände
- Keine Angst vor grünen Leuten. Verlag Friedrich Oetinger, 2000. Illustrationen von Daniela Kulot, ISBN 3-7891-0568-6.
- Keine Angst vor Schlossgespenstern. Verlag Friedrich Oetinger, 2001 Illustrationen von Daniela Kulot, ISBN 3-7891-0583-X.
- Nick und sein Lieblingstier. Verlag Friedrich Oetinger, 2003. Illustrationen von Barbara Scholz, ISBN 3-7891-0594-5.
- Nick und der neue Lehrer. Verlag Friedrich Oetinger, 2004. Illustrationen von Barbara Scholz
- Nick und das große Wettrennen. Verlag Friedrich Oetinger, 2005. Illustrationen von Barbara Scholz
- Nick und der Weihnachtsengel. Verlag Friedrich Oetinger, 2007. llustrationen von Barbara Scholz

Duden Lesedetektive
- Ein bester Freund mal zwei. DUDEN, 2007 Illustrationen von Daniel Napp, ISBN 978-3-411-70796-6.
- Martin zieht um. DUDEN, 2012, Illustrationen von Catharina Westphal, ISBN 978-3-411-80933-2.

### Kinderbuch ab 6
- Mein erster Schultag und der Eisbär-Schreck. TB cbj, 2010 Mit Illustrationen von Heike Wiechmann, ISBN 978-3-570-22171-6.

### Kinderbuch ab 8/9
Marlene-Bände
- Von wegen süß. dtv junior, 2002 (Kinderbuch des Monats September) Illustrationen von Stefanie Scharnberg
- Marlene Räuberhauptfrau. dtv junior, 2004 Illustrationen von Stefanie Scharnberg.
- Marlene und der Club der Rächer. dtv junior, 2006. Illustrationen von Stefanie Scharnberg

Einzeltitel
- Mama, Papa und die Neuen. TB cbj, 2010 s-w Vignetten von Iris Hardt, ISBN 978-3-570-22106-8.
- Sputnik. Bloomsbury, 2011. Illustrationen von Sabine Kranz, ISBN 978-3-8270-5390-9.
- Die kleine Hexe Ida. 2011. Illustrationen von Barbara Korthues, ISBN 3-570-13944-1.
- Laurin, das Schlossgespenst. 2012. cbj. Illustrationen von Barbara Korthues, ISBN 978-3-570-15404-5.
- Die Waschbärensippe, - ein Pfadfinderabenteuer. 2015, Thienemann. Illustrationen von Barbara Scholz
- Die Waschbärensippe - unser Zeltlagerabenteuer, 2016, Thienemann. Illustrationen von Barbara Scholz.
- P.F.O.T.E. – ein (fast) perfekter Hund. cbj, 2017. Illustrationen von Barbara Scholz.
- P.F.O.T.E. – Ein Ohr für alle Fälle cbj 2018, ISBN 978-3-570-17568-2 Illustrationen von Barbara Scholz
- P.F.O.T.E. – Ein Mops wird wild, cbj 2019, ISBN 978-3-570-17629-0 Illustrationen von Barbara Scholz
- Nuris große Nummer, dtv hanser 2019, ISBN 978-3-423-64053-4 Illustrationen von Gitte Spee
- Grompel: Chaos im Anmarsch. Edel Kids Books, 2020; Illustrationen von Henning Löhlein. ISBN 978-3-96129-124-3.
- Grompel: Mission Kaktus. Edel Kids Books, 2020. Illustrationen von Henning Löhlein. ISBN 978-3-96129-166-3.

### Kinderbuch ab 10
- Manons Oma. Verlag Friedrich Oetinger, 1994 TB dtv junior, 1996.
- Briefe nach Amerika. Verlag Friedrich Oetinger, 1996.
- Lina und die Spinner. Verlag Friedrich Oetinger, 1997.
- Ende der Regenzeit. Verlag Friedrich Oetinger, 1997.
- Mira und der Geisterhund. Illustrationen von Sybille Hein. Oetinger, 2005. ISBN 978-3-7891-4432-5.
- Ein Tigermini für Pia. Verlag Friedrich Oetinger, 2000.
- Designer-Baby. Verlag Friedrich Oetinger, 2003, TB Nora, designed by Genosan. dtv junior, 2006, ISBN 3-7891-4432-0.
- Eltern zu verschenken. Gabriel, 2008. Mit Illustrationen von Barbara Scholz
- Willkommen zurück, Opa. Gabriel, 2010. Mit Illustrationen von Barbara Scholz, ISBN 978-3-522-30167-1.
- Ich wär so gern – Wie Sophie ihre Schüchternheit vergaß. Gabriel, 2011, ISBN 978-3-522-30243-2.
- Einmal Nummer Eins. Gabriel, 2012, ISBN 978-3-522-30281-4.
- Streichholzburgen. Bloomsbury, 2012, ISBN 978-3-8270-5507-1.
- Iva, Samo und der geheime Hexensee, mit Illustrationen von Timo Grubing. cbj Verlag, München 2022, ISBN 978-3-570-17968-0.

### Jugendbuch/All Ages
- Isoliert. Bloomsbury. 2010, ISBN 978-3-8333-5055-9.
- Opferland, cbj, 2015 ISBN 978-3-570-40248-1
- Eintagsküken, cbj, 2017, ISBN 978-3-570-22613-1

### Hörfunk (Auswahl)
- When Weather Was Wildlife, Hörspiel von Werner Cee, SWR2 2020: Cloud Songs, Lyrik in englischer Sprache. Nominiert für Prix Marulić 2020.
- Gesänge des Charon, Hörspiel von Werner Cee, Deutschlandfunk Kultur. Textbearbeitung und Übersetzung aus dem Italienischen.
- La Mattanza, Klangkunst-Feature von Werner Cee, SWR2 2016: Text und Übersetzungen aus dem Italienischen.
- Gutes Klima in Teufels Küche, Politisches Feature von Werner Cee und Bettina Obrecht. SWR 2018, Text.

sowie die Texte zu zahlreichen Kurzhörspielen, Musikfeatures, Soundscapes, Funkerzählungen für SWR2, hr2, DRS.